# Владислав Ґодовський
Владислав Ґодо́вський (пол. Władysław Godowski, 1847, Львів — 1910, там само) — архітектор.

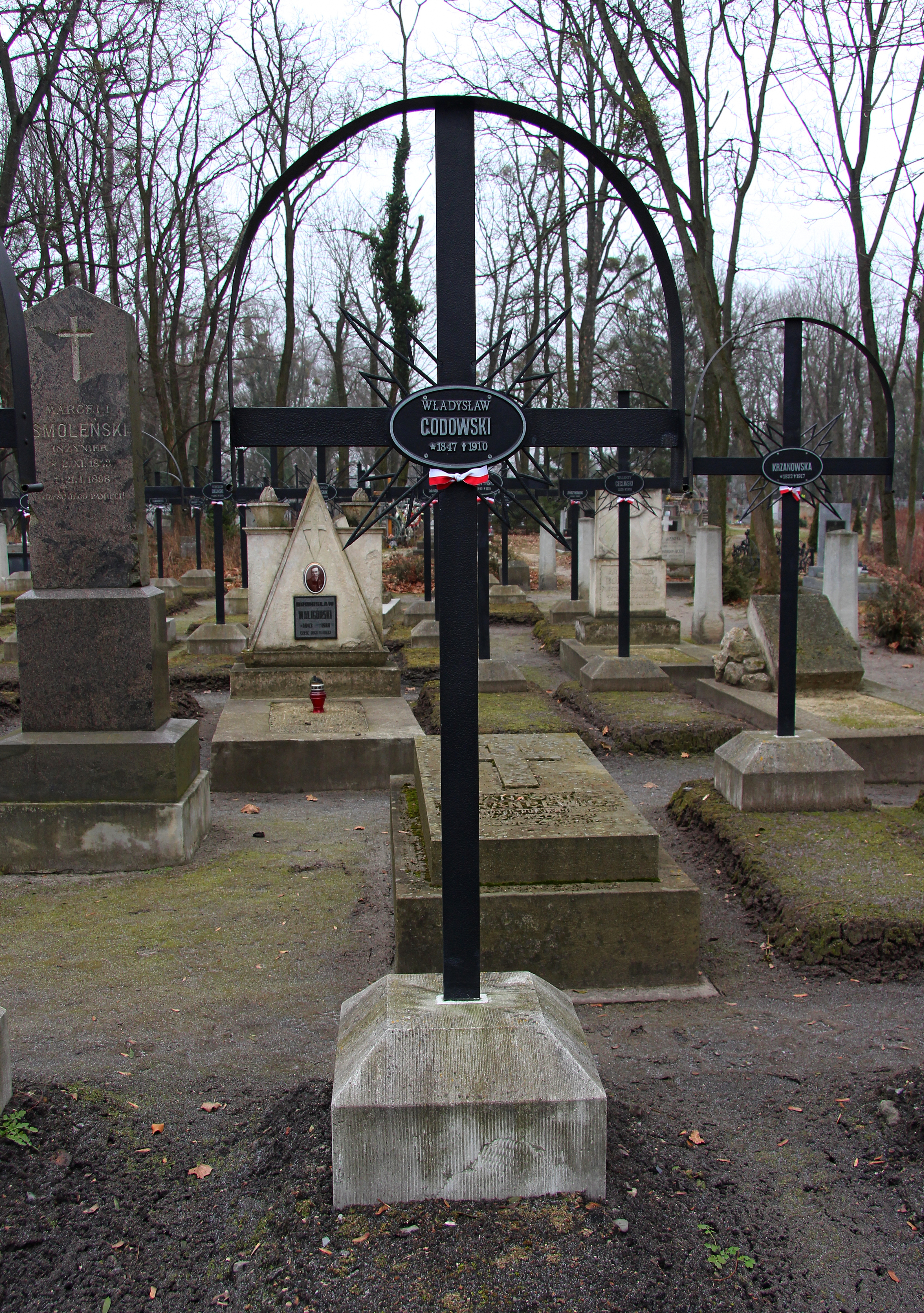

Народився у Львові. Навчався у львівській Технічній академії упродовж 1862—1868 років. Учасник січневого повстання 1863 року, був поранений. 1886 року став членом Політехнічного товариства у Львові.
Працював у Львові, використовуючи модернізовані історичні стилі. Був задіяний при спорудженні Палацу справедливості (архітектор Франциск Сковрон) та будинку Галицького намісництва (архітектори Фелікс Ксенжарський та Сильвестр Гавришкевич) у Львові. Спільно зі Станіславом Холоневським Брав участь у будівництві палацу мистецтв (архітектор Франциск Сковрон) на Крайовій виставці 1894 року у Львові. За власним проєктом спорудив для себе віллу на сучасній вулиці Левицького, 23 (1888). Спроєктував житлові будинки на вулиці Рилєєва, 7 і 9 (1897, співавтор Станіслав Холоневський), на вулиці Котляревського, 20 (1902). Працюючи на фірмі Івана Левинського, спроєктував для скульптора Антона Попеля віллу на вулиці Горбачевського, 6 (1902, втрачена 2013). У 1909—1910 роках мешкав на вул. Вагилевича. За проєктом В. Годовського збудована триметрова кам'яна огорожа єврейського шпиталю на вул. Раппапорта (1902). 
Похований на Гірці січневих повстанців — поле № 40 Личаківського цвинтаря у Львові.